# Paradajs
Paradajs (938,9 m n. m.) je vrchol v centrální části Štiavnických vrchů, západně od centra Banské Štiavnice. Po Sitnu je druhým nejvyšším vrcholem pohoří.

## Polohopis
Nachází se v centrální části pohoří, na východním okraji geomorfologického podcelku Hodrušská hornatina. Na východním úpatí leží Banská Štiavnica, severně leží sedlo Cukmantel a jižním směrem pokračuje horský hřeben vrchem Tanád (939 m n. m.). Tyto stejně vysoké hory vytvářejí západní okraj silně rozrušené kaldery Štiavnického vulkánu. Na západním úpatí leží Horní Hodrušský a Dolnohodrušský tajch, které odvádějí vodu ze šachet do Hodrušského potoka.

## Přístup
Paradajs patří do Chráněné krajinné oblasti Štiavnické vrchy, ale celá oblast Štiavnických vrchů je vybavena hustou sítí značených turistických stezek. Blízkost Banské Štiavnice, coby lokality na seznamu UNESCO, je zárukou oblíbenosti vrchu pro nenáročné túry. Přístup  červeně značenou trasou vede z rozcestí Červená studňa vrcholem Paradajsu, s odbočkou na boční vrchol s křížem. Z hlavního vrcholu stezka pokračuje severním směrem na Tanád (938,8 m n. m.).